# Фредерік Соренсен
Фредерік Соренсен (дан. Frederik Sørensen, нар. 14 квітня 1992, Копенгаген) — данський футболіст, захисник італійської «Тернани».

## Клубна кар'єра
Народився 14 квітня 1992 року в місті Копенгагені. Розпочав навчання у юнацьких командах рідного міста. 
2007 року Соренсен приєднався до академії «Люнгбю», підписавши контракт до 2013 року. 
27 серпня 2010 року, на правах оренди перейшов в «Ювентус». Спершу він потрапив у прімаверу туринців, але незабаром, після травм Леандро Рінаудо та Зденека Григери, які вибули на тривалий термін, Фредерік був переведений в основну команду. Соренсен вперше був викликаний в основу на матч проти «Болоньї», але в підсумкову заявку не потрапив. Зате вже в наступному матчі він був серед запасних в грі проти «Мілана». У наступному матчі чемпіонату Італії проти «Чезени», що відбувся 7 листопада, Соренсен дебютував за першу команду, склавши разом з Леонардо Бонуччі центральну пару захисників. На наступний матч проти «Роми» Фредерік замінив в основі Марко Мотту. Спочатку данець грав на позиції центрального захисника, але пізніше він став награватися як правий захисник. 13 лютого 2012 року данський футболіст у матчі проти «Інтера» став автором гольової передачі на Алессандро Матрі; в підсумку цей гол виявився єдиним у всій зустрічі Своєю грою Серенсен заслужив довіру тренера, який продовжував випускати футболіста в основі, навіть після повернення конкурентів Фредеріка за місце на полі. 
Всього ж в сезоні 2010/11 Соренсен взяв участь в 17 матчах чемпіонату Італії. По завершенні сезону «Ювентус» за орендним договором мав першочергове право викупу на Серенсена, чим і скористався. 
У січні 2012 року було оголошено про перехід Серенсена в «Болонью». 17 січня данський захисник провів своє перше тренування у стані своєї нової команди. Він дебютував за клуб 1 квітня у зустрічі проти «Палермо», де забив гол на 50-й хвилині, однак червоно-сині не змогли втримати перемогу та програли 1:3. Наразі встиг відіграти за болонську команду 27 матчів в національному чемпіонаті.

## Виступи за збірні
2008 року дебютував у складі юнацької збірної Данії, взяв участь у 4 іграх на юнацькому рівні.
З 2011 року залучається до складу молодіжної збірної Данії. На молодіжному рівні зіграв у 6 офіційних матчах.

## Статистика виступів

### Статистика клубних виступів
Статистика станом на 19 травня 2013 року
| Сезон               | Команда             | Чемпіонат           | Чемпіонат | Чемпіонат | Національний кубок | Національний кубок | Національний кубок | Континентальні кубки | Континентальні кубки | Континентальні кубки | Інші змагання | Інші змагання | Інші змагання | Усього | Усього |
| Сезон               | Команда             | Ліга                | Ігор      | Голів     | Ліга               | Ігор               | Голів              | Ліга                 | Ігор                 | Голів                | Ліга          | Ігор          | Голів         | Ігор   | Голів  |
| ------------------- | ------------------- | ------------------- | --------- | --------- | ------------------ | ------------------ | ------------------ | -------------------- | -------------------- | -------------------- | ------------- | ------------- | ------------- | ------ | ------ |
| 2010-11             | «Ювентус»           | A                   | 17        | 0         | КІ                 | 1                  | 0                  | ЛЄ                   | —                    | —                    | —             | —             | —             | 18     | 0      |
| 2011-12             | «Ювентус»           | A                   | 0         | 0         | КІ                 | 1                  | 0                  | —                    | —                    | —                    | —             | —             | —             | 1      | 0      |
| Усього за «Ювентус» | Усього за «Ювентус» | Усього за «Ювентус» | 17        | 0         |                    | 2                  | 0                  |                      | —                    | —                    |               | —             | —             | 19     | 0      |
| 2011-12             | «Болонья»           | A                   | 2         | 1         | КІ                 | —                  | —                  | —                    | —                    | —                    | —             | —             | —             | 2      | 1      |
| 2012-13             | «Болонья»           | A                   | 25        | 1         | КІ                 | 2                  | 0                  | —                    | —                    | —                    | —             | —             | —             | 27     | 1      |
| Усього за «Болонью» | Усього за «Болонью» | Усього за «Болонью» | 27        | 2         |                    | 2                  | 0                  |                      | —                    | —                    |               | —             | —             | 29     | 2      |
| Усього за кар'єру   | Усього за кар'єру   | Усього за кар'єру   | 44        | 2         |                    | 4                  | 0                  |                      | —                    | —                    |               | —             | —             | 48     | 2      |